# Eduard Reznik
Eduard Vadimovich Reznik, em ucraniano:Едуард Вадимович Резнік (Odessa, 14 de junho de 1989) é um jogador de vôlei de praia ucraniano.

## Carreira
Em 2013, formava dupla com Iaroslav Gordieiev e conquistaram as terceiras posições no circuito ucraniano, nas etapas de Saky e Kherson, já com Yaroshchuk Vyacheslav foi vice-campeão em Cherkasy e na etapa final Saky.Iniciou 2014 com Iaroslav Gordieiev, depois esteve com Yaroshchuk Vyacheslav na conqista do terceiro lugar em Primorsk e o título em Kiev.
Na temporada de 2016, com parceria de Vladyslav Khrystov, disputou a etapa de Kharkiv pelo Circuito EEVZA, neste mesmo circuito esteve com Kostyantyn Medyanyk alcançando a nona posição em Batumi e o bronze em Moscou. Em 2018, esteve ao lado de Oleksandr Ioisher e competiram na etapa de Uludağ, pelo Circuito Europeu de Vôlei na neve, finalizaram em nono lugar.
No período de 2021, finalizou na vigésima quinta posição no quatro estrelas de Ipanema com Sergiy Popov, juntos foram  vice-campeões na etapa nacional em Rorschach, também conquistou os vice-campeonatos no Future de Lecce e Białystok, além do segundo lugar também no Challenge no I evento em Dubai,  quarto lugar no Challenge das Maldivas.
Em 2023, retoma a parceria com Sergiy Popov  e conquistaram a medalha de bronze no Campeonato Europeu de Voleibol em Viena.Disputaram a edição do Campeonato Mundial de Vôlei de Praia de 2023 nas cidades mexicanas de Tlaxcala de Xicohténcatl,  Apizaco e Huamantla terminaram em décimo sétimo lugar.

## Títulos e resultados
- Challenge de Dubai (I) do Circuito Mundial de 2022
- Challenge das Maldivas do Circuito Mundial de 2022
- Future de Białystok do Circuito Mundial de 2022
- Future de Lecce do Circuito Mundial de 2022
- Challenge das Maldivas do Circuito Mundial de 2022